# 100&メダルシリーズ
『100&メダルシリーズ』は、セガ（現在はセガ・インタラクティブ）が稼働しているメダルゲームのシリーズを指す。
完全物理抽選を定番としている。

## タイトルリスト
- 100&メダル KAZAAAN!!
- 100&メダル HYOZAAAN!!
- 100&メダル 激KAZAAAN!!
- 100&メダル GINGAAAN!!